# ゲオルク・ハース
ゲオルク・フリードリヒ・ハース（Georg Friedrich Haas、1953年8月16日 - ）は、グラーツ出身のオーストリアの現代音楽の作曲家。現在ではスペクトル楽派に属するが、ジャチント・シェルシに習ったわけではないのでイワン・ヴィシネグラツキー和声法あるいは微分音法の継承者としての側面が大きい。

## 略歴
1953年、オーストリアのグラーツ生まれ。チャグンス（フォアアールベルク州）で育ち、グラーツ音楽大学でゲスタ・ノイヴィルトとエレト・イヴァンに作曲を、ドリス・ウルフにピアノを学んだ。その後、ウィーン音楽大学の大学院で2年間フリードリヒ・チェルハに学び、ダルムシュタット夏季現代音楽講習会（1980年、1988年、1990年）とIRCAMのコンピューター・ミュージックのコース（1991年）に参加した。のちに、ダルムシュタット夏季現代音楽講習会では、2004年に講師として招聘されている。彼はザルツブルク音楽祭のフェローシップの支給を受け（1992年～1993年）、化学・研究・文化大臣から音楽助成金（1995年)を受けていた。
卒業後は作曲活動に加えて教育者としても活動し、1978年より講師として、1989年からは対位法、現代音楽のテクニック、分析、微分音音楽序論の准教授として、音楽大学で教えている。2008年にはパリ・オペラ座においてオペラ「メランコリア」が初演された。演奏の難しいヴィシネグラツキー作品の復興に大きく尽力した。
ハースのスタイルはミクロポリフォニー、ミクロインターバルの使用とセリーの響きの追求において、ジェルジ・リゲティを思い起こさせる。「Sieben Klangräume」（2005年）やライプツィヒ・ゲヴァントハウス管弦楽団の委嘱による「Traum in des Sommers Nacht」（2008年）など、古典派、ロマン派の作品を基にした作、編曲も多い。作品はドナウエッシンゲン現代音楽祭、ウィーン・モデルン（ウィーン）、ムジーク・プロトコル（グラーツ）、ヴィッテン現代音楽祭、ハダースフィールド、ロワイユモン、ヴェニス・ビエンナーレ、パリ秋の芸術祭、武生国際音楽祭、サントリー音楽財団サマーフェスティバル（サントリーホール国際作曲委嘱シリーズ）、ダルムシュタット夏季現代音楽講習会で盛んに演奏されている。
2013年以降、コロンビア大学で作曲クラスの教鞭を執っている。また、ルイジ・ノーノ、イワン・ヴィシネグラツキー、アロイス・ハーバ、ピエール・ブーレーズについての論文が出版されている。グラーツの作曲家集団Die andere Seiteの創設メンバーである。Mollena Williams-Haasとともに、ニューヨーク在住。

## 主要受賞歴
ハースは、規模の大きな国際作曲コンクールで受賞の経験が、なかった。
- 1992年 - サンド賞
- 2004年 - ウイーン市音楽賞
- 2005年 - アンドラーシュ・ドヴォルスキー賞
- 2007年 - オーストリア国家大賞
- 2010年 - 南西ドイツ・フィルハーモニー交響楽団作曲賞[注釈 1]
- 2013年 - ザルツブルク音楽賞（英語版）

## 作品

### 舞台作品
- Liebesgesang. オペラ. 台本: クラウス・ヘンデル（ドイツ語版）. 初演: ベルン市立劇場 2022年
- Koma. オペラ. 台本: Klaus Händl. 初演: シュヴェツィンゲン音楽祭 2016年[2]
- Thomas. オペラ. 台本: Klaus Händl. 初演: シュヴェツィンゲン音楽祭 2013年[2]
- Bluthaus. オペラ. 台本: Klaus Händl. 初演: シュヴェツィンゲン音楽祭 2011年[2]
- Melancholia. オペラ, 3幕. 台本: ヨン・フォッセの小説. 2008年[2]
- Die schöne Wunde. オペラ. フランツ・カフカ, エドガー・アラン・ポー他による. 初演: ブレゲンツ音楽祭 2003年[2]
- Nacht. 24場の室内オペラ; 台本: フリードリヒ・ヘルダーリンのテキストにより作曲者. (初演: 演奏会形式では1996年ブレゲンツ, 舞台では1998年ブレゲンツ)[2]
- Adolf Wölfi. 室内オペラ. 初演: グラーツ 1981年[2]

### 管弦楽作品
- Konzert für Posaune und Orchester (2016年)[2]
- Zugabe für Orchester (初演: 2016年 バンベルク)[2]
- 3 Stücke für Mollena für Kammerchor und Kammerorchester (初演: 2016年 ミュンヘン)[2]
- concerto grosso Nr. 1 für Alphörner und Orchester (初演: „musica viva“ 2014年)[2]
- Tetraedrite für Orchester (2011/2012年)[2]
- limited approximations  für sechs Flügel und Orchester (初演: ドナウエッシンゲン音楽祭 2010年)[2]
- Bruchstück für großes Orchester (2007年)[2]
- Konzert für Klavier und Orchester (2007年)[2]
- Hyperion Konzert für Lichtstimme und Orchester. (初演 ドナウエッシンゲン音楽祭 2006年)[2]
- Opus 68 für großes Orchester; アレクサンドル・スクリャービンのピアノソナタ第9番による. 2004年[2]
- Konzert für Violoncello und großes Orchester (2004年)[2]
- Natures mortes für Orchester und Akkordeon. (初演 ドナウエッシンゲン音楽祭 2003年)[2]
- ...sodass ich’s hernach mit einem Blick gleichsam wie ein schönes Bild... im Geist übersehe für Streichorchester (2001年)[2]
- Torso für großes Orchester; フランツ・シューベルトの未完成ピアノソナタ ハ長調D 840による (1999/2000年)[2]
- Descendiendo für Orchester (1993年)[2]

### 大室内楽作品
- Release für Streichensemble (mit je umgestimmten Zweitinstrument), Harfe (mit 2 mikrotonal umgestimmten Harfen, eventuell noch einer dritten, traditionell gestimmten Harfe), Klavier (2016年)[2]
- Oktett für acht Posaunen (初演: ドナウエッシンゲン音楽祭 2015年)
- La profondeur für 13 Instrumentalisten (2009年)[2]
- Haiku  für Bariton und zehn Instrumente (2005年)[2]
- Ritual  für zwölf große Trommeln und drei Blaskapellen (2005年)[2]
- Sieben Klangräume  für Chor und Orchester (初演 ザルツブルク 2005年)
- tria ex uno  für Ensemble (2001/2002年)[2]
- in vain für 24 Instrumente (2000/2002年)[2][5]
- Blumenstück für Chor, Basstuba und Streichquintett (2000年)[2]
- Nach-ruf...ent-gleitend... für Ensemble (1999年)[2]
- Wer, wenn ich schriee, hörte mich... pour percussion et ensemble（『ああ、たとえ私が叫ぼうとも、誰が聞いてくれよう…』打楽器とアンサンブルのための） (1999年)[2][5]
- Fremde Welten  Konzert für Klavier und 20 Streicher (1997年)[2]

### 小室内楽作品
- Blumenwiese, für Saxophon, Klavier und Schlagzeug (2017–2018年)[2]
- 10. Streichquartett (2016年)[2]
- 9. Streichquartett (2016年)[2]
- 6. Streichquartett (2010年)[2]
- 5. Streichquartett (2007年)
- Quartett für 4 Gitarren (2007年)
- 4. Streichquartett (2003年)
- In iij. Noct, 3. Streichquartett (2003年)[2][5]
- flow and friction für Sechzehnteltonklavier zu vier Händen, (2001年)[2]
- 2. Streichquartett (1998年)
- 1. Streichquartett (1997年)
- ...aus freier Lust...verbunden...  für verschiedene Besetzungen (1994年)[2]
- ...Schatten...durch unausdenkliche Wälder  für zwei Klaviere und zwei Schlagzeuger (1992年)[2]
- Drei Hommages für einen Pianisten und zwei im Abstand eines Vierteltons gestimmte Klaviere (1985年)[2]

### 独奏作品
- de terrae fine für Violine solo (2001年)[2]
- I Can’t Breathe（『息ができない』） für Trompete solo (in memory of Eric Garner, 2014年)[2][5]